# كينيث نايلور
كينيث نايلور (بالإنجليزية: Kenneth Naylor)‏ هو لغوي أمريكي، ولد في 27 فبراير 1937 في فيلادلفيا في الولايات المتحدة، وتوفي في 10 مارس 1992 في كولومبوس في الولايات المتحدة.